# Суґіока Даїкі
Суґіока Даїкі (яп. 杉岡 大暉; нар. 8 вересня 1998) — японський футболіст, що грав на позиції захисника.

## Клубна кар'єра
У дорослому футболі дебютував 2017 року виступами за команду клубу «Сьонан Бельмаре».

## Кар'єра в збірній
З 2017 року залучався до складу молодіжної збірної Японії, з якою брав участь у молодіжних чемпіонатах світу 2017.
Дебютував 2019 року в офіційних матчах у складі національної збірної Японії. У формі головної команди країни зіграв 3 матчі.

## Статистика виступів
| Збірна Японії | Збірна Японії | Збірна Японії |
| Рік           | Матчі         | Голи          |
| ------------- | ------------- | ------------- |
| 2019          | 3             | 0             |
| Загалом       | 3             | 0             |

## Титули і досягнення
- Володар Кубка Джей-ліги: 2018
- Срібний призер Азійських ігор: 2018
- Переможець Чемпіонату Східної Азії: 2022